# Ярцево (Тотемський район)
Я́рцево (рос. Ярцево) — присілок у складі Тотемського району Вологодської області, Росія. Входить до складу Калінінського сільського поселення.

## Населення
Населення — 8 осіб (2010; 3 у 2002).
Національний склад (станом на 2002 рік):
- росіяни — 100 %